# Chương trình khuyến mãi
Chương trình khuyến mãi là một trong năm phần của quảng bá thương hiệu - promotion mix (4 phần còn lại của quảng bá thương hiệu là: quảng cáo, bán hàng cá nhân,  marketing trực tiếp và quan hệ công chúng/ cộng đồng). Marketing truyền thông phương tiện và phi phương tiện được ứng dụng cho trước khi đưa ra quyết định, thời gian bị giới hạn để tăng nhu cầu của khách hàng, kích thích nhu cầu thị trường hoặc cải tiến sản phẩm có sẵn. Ví dụ như các cuộc thi (contests), phiếu quà tặng coupons, quà tặng miễn phí (freebies), xả hàng tồn kho (loss leaders), trưng bày điểm bán hàng (point of purchase), các giải thưởng (prizes), hãng mẫu (samples) và giảm giá (rebates)
Khuyến mãi có thể đến trực tiếp tới khách hàng - customers, nhân viên kinh doanh - sale staff, thành viên kênh phân phối - distribution channel memmbers (ví dụ như các nhà bán lẻ - retailers) Khuyến mãi nhắm mục đích vào khách hàng còn được gọi là khuyến mãi mua hàng (consumer sales promotions). Khuyến mãi nhắm vào các nhà bán lẻ hoặc bán buôn thì được gọi là khuyến mãi bán hàng (trade sales promotions). Một số chương trình khuyến mãi bán hàng, đặc biệt với những phương pháp khác thường được gọi là mánh lời quảng cáo bởi số đông.
Khuyến mãi bao gồm nhiều hoạt động truyền thông mà cung cấp thêm giá trị hoặc động lực cho khách hàng hoặc các nhà bán buôn, bán lẻ hoặc khách hàng doanh nghiệp để thúc đẩy doanh số bán hàng nhanh. Những nỗ lực đó có thể cố gắng kích thích sự quan tâm tới sản phẩm, thử nghiệm hoặc mua hàng. Một số ví dụ về công cụ được sử dụng trong khuyến mãi bao gồm: coupons, mẫu dùng thử, bảo hiểm, trưng bày tại điểm bán (POP), các cuộc thi, giảm giá và rút thăm trúng thưởng (sweepstakes).
Khuyến mãi được thực hiện để thu hút các khách hàng mới, giữ chân các khách hàng hiện tại, để chống cạnh tranh và mang đến lợi thế cơ hội mà chỉ được tiết lộ bởi nghiên cứu thị trường. Nó được tạo nên từ các hoạt động, bên trong và bên ngoài, để nâng cao doanh số bán hàng của công ty. Các hoạt động khuyến mãi bên ngoài bao gồm: quảng cáo, hoạt động quan hệ công chúng, xã hội và các sự kiện bán hàng đặc biệt. Các hoạt động khuyến mãi bên trong bao gồm trưng bày cửa hàng, trưng bày sản phẩm và tài liệu quảng cáo và các chương trình khuyến mãi như là giải thưởng cao cấp hoặc các cuộc thi.
Khuyến mãi thương xuất hiện dưới hình thức chiết khấu. Chiết khấu tác động đến cách mà khách hàng suy nghĩ và hành động khi mua sắm. Hình thức tiết kiệm và nơi sống có thể ảnh hưởng tới cách mà khách hàng nhìn nhận về sản phẩm và quyết định chi tiêu của họ. Hai hình thức chiết khấu phổ biến là giảm giá (trên mỗi sản phẩm) và tặng thêm (số lượng lớn). Giảm giá là sự giảm của giá thông thường theo phần trăm cụ thể trong khi đó tặng thêm nghĩa là khách hàng nhận được nhiều hơn sản phẩm so với cùng giá gốc. Nhiều công ty thể hiện các hình thức khác nhau của chiết khấu trong quảng cáo, hi vọng thuyết phục được khách hàng mua sản phẩm của họ.

## Các hình thức khuyến mãi
- Giảm giá mạnh (Price deal): Tạm thời giảm trong giá cả. Ví dụ giảm 50%
- Chương trình giải thưởng cho sự trung thành (Loyal Reward Program): Các khách hàng thu thập điểm, dặm hoặc tín dụng khi mua hàng và đổi lâý phần thưởng.
- Giảm giá bán hàng (Cent-off deal): Đề xuất thương hiệu tại gía thấp hơn. Giảm giá có thể là tính theo phần trăm trên tổng gói.
- Quà tặng kèm theo sản phẩm (Price –pack/ Bonus packs deal): Gói quà tặng cho khách hàng tính theo phần trăm thêm vào so với giá ban đầu (ví dụ: tăng 25%). Đó là một hình thức khác của giảm giá mà "tại dó khách hàng được đề xuất nhiều sản phẩm hơn cho cùng một giá".[2] Ví dụ. Một công ty bán hàng có thể đưa ra một quà tặng thêm cho khách hàng mà họ có thể nhận 2 sản phẩm với giá của 1 sản phẩm. Trong những tình huống đó, quà tặng thêm vào được đóng khung như một phần tăng lên vì người mua tin rằng họ đạt được một sản phẩm miễn phí.[2] Tuy nhiên, sự mua phần tăng thêm luôn luôn không mang lại lợi ích cho khách hàng. Thỉnh thoảng, các khách hàng sẽ kết thúc việc chi tiêu tiền vào một sản phẩm mà họ không thường mua nếu không có quà tặng thêm. Kết quả, sản phẩm được bán trong quà tặng thêm thường là sự lãng phí hoặc được xem như là phần “mất” của khách hàng.
- Phiếu mua hàng (coupons): Phiếu mua hàng trở thành một cơ chế tiêu chuẩn cho khuyến mãi.
- Bán lỗ (Loss leader): Giá của sản phổ biến thì tạm thời đặt thấp hơn chi phí sản xuất để thúc đẩy bán hàng thu lợi của sản phẩm khác.
- Miễn phí đứng chèn (Free – standing Insert FSI) là mục phiếu giảm gia được chèn vào báo địa phương để được phân phát.
- Quản lý thanh toán (Checkout dispensers): Lúc thanh toán, khách hàng được cấp phiếu giảm giá dựa trên sản phẩm đã mua.
- Phiếu mua hàng trên điện thoại (Mobile couponing) Phiếu mua hàng xuất hiện trên điện thoại di động. Khách hàng đưa ra các đề nghị giảm giá trên điện thoại di động cho nhân viên bán hàng để kiểm tra lại.
- Trò chơi khuyến mãi tác trực tuyến (online interactive promotion game): Khách hàng chơi trò chơi tương tác có liên quan đến sản phẩm tiếp thị.
- Giảm giá (Rebates): Khách hàng được đề nghị nhận lại tiền từ hóa đơn hoặc mã vạch barcode được gửi cho nhà sản xuất.
- Cuộc thi/Rút thăm trúng thưởng/ Trò chơi (Contest/ Sweepstakes/ Games): Khách hàng được tự do tham gia sự kiện bằng cách mua sản phẩm.
- Trưng bày tại điểm bán hàng (Point of sale displays)
  - Ngắt lối đi (Aisle interrupter): Dấu hiệu mà ra lối đi từ các giá.
  - Người tán tỉnh (Dangler): Dấu hiệu mà lắc lư khi khách hàng đi qua nó.
  - Thùng (Dump bin): Một thùng đầy các sản phẩm được đổ vào bên trong.
  - Cổng thông tin đấu giá (Bidding portals): Nhìn nhận toàn cảnh.
  - Biểu dương (Glorifier): Một sân khấu nhỏ và nâng sản phẩm này lên trên các sản phẩm khác.
  - Người hay do dự (Wobbler): Một dấu hiệu mà lắc nhẹ
  - Bảng son môi: Một cái bảng mà thông điệp được viết bằng bút chì.
  - Necker (Cổ chai): Một phiếu mua hàng được đặt trên cổ chai.
  - Đơn vị có (Yes Unit): Nhân viên bán hàng của bạn là một thông tin thật (fact sheet) được đưa ra.
  - Electroluminescent: Năng lượng mặt trời, ánh sáng hoạt hình chuyển động.
- Suất ăn đặc biệt cho trẻ em: Đưa ra chiết khấu trên tổng hóa đơn bữa tối bằng cách đề xuất tặng bữa ăn miễn phí cho trẻ em với mỗi hóa đơn ăn thông thường.
- Mẫu thử: Khách hàng nhận được mẫu thử miễn phí, sau khi trải nghiệm họ có thể đưa ra quyết định mua hoặc không.

### Giảm giá trực tuyến (Online deals) với giảm giá tại cửa hàng (In – store deals)
Có nhiều điểm khác biệt giữa hình thức chiết khấu trực tuyến với ở cửa hàng. Phiếu giảm giá tại kệ hàng (On – shelf couponing): Các phiếu giảm giá xuất hiện ngay tại kệ hàng nơi sản phẩm được trưng bày. Phiếu giảm giá trực tuyến (On - line couponing): Các phiếu giảm giá xuất hiện trực tuyến. Khách hàng in ra và mang đến cửa hàng. Mặc dù các chiết khấu có thể được tìm thấy trên mạng hoặc ở cửa hàng, vẫn có một quy trình khác biệt khi mua sắm tại mỗi vị trí. Ví dụ, "người mua sắm trực tuyến thì nhạy cảm về giá hơn bởi vì chi phí tìm kiếm sản phẩm thấp và so sánh giá cả trực tiếp dễ dàng". Khách hàng có thể dễ dàng đi tới các websites khác nhau và kiếm sản phẩm với giá tốt hơn, trái ngược với việc đi tới các cửa hàng khác nhau. Hơn thế nữa, người mua có xu hướng không mua các sản phẩm quà tặng bởi vì hoài nghi (gian lận và lừa đảo) mà có thể đi cùng với giảm giá. Bởi vì các quà tặng thêm thì khó hơn lhà giảm giá trong quá trình mua sắm trực tuyến, họ gặp nhiều khó khăn hơn và tốn nhiều nỗ lực để khách hàng hiểu. Ví dụ, giảm giá mua một tặng một miễn phí trên website đòi hỏi công việc nhiều hơn so với đề nghi tăng thêm qùa tại cửa hàng. Mua hàng trực tuyến, các khách hàng phải đối mặt với quy trình thanh toán, chi phí vận chuyển và xử lý, và chờ đợi nhiều ngày để vận chuyển hàng đến. Trong khi mua sắm tại cửa hàng, sản ẩm có sẵn mà không cần thêm các bước khác hoặc bị trì hoãn.

## Các kỹ thuật khuyến mãi bán hàng
- Hỗ trợ thương mại: khuyến khích ngắn hạn được đưa ra để khiến một nhà bán lẻ giá trị mỗi sản phẩm tăng lên.
- Đại lý bán hàng: Một sự khuyến khích được đưa ra cho nhà bán lẻ để mua hoặc trưng bày sản phẩm.
- Trưng bày tại điểm bán hàng: Được sử dụng để tạo ra yêu cầu “thúc đẩy” mua và bán sản phẩm của bạn ngay tại chỗ.
- Chương trình đào tạo: Các nhân viên đại lý được đào tạo bán hàng.
- Thúc đẩy tiền: được biết đến như là sự thu hút. Một sự chi trả lớn cho nhân viên đại lý bán được sản phẩm.
- Chiết khấu thương mại - Trade discounts (cũng được gọi là chiết khấu chức năng): Các khoản thanh toán cho các thành viên kênh phân phối cho sự thể hiện một số chức năng.

## Các cơ chế bán lẻ
Các nhà bán lẻ có một số lượng cổ phiếu trong cơ chế bán lẻ mà họ thường tung ra hoặc thay phiên cho các sáng kiến tiếp thị mới.
- Mua x được y miễn phí a.k.a. BOGOF (buy one get one free) – mua một nhận một miễn phí.
- Mua 2 sản phẩm được 3
- Mua một số lượng nhất định với giá thấp hơn
- Nhận x% giảm giá vào cuối tuần
- Qùa tặng miễn phí khi mua hàng

## Quá trình suy nghĩ mua hàng của khách hàng

### Tiết kiệm ý nghĩa: Lời hoặc lỗ
Nhiều chiết khấu được thiết kế để cung cấp cho người tiêu dùng về nhận thức tiết kiệm khi mua hàng, nhưng khong phải toàn bộ giá chiết khấu được nhìn nhận như là có lợi cho người mua hàng. Do đó trước khi thực hiện việc mua hàng, khách hàng có thể cân đo đong đếm các sự lựa chọn của họ như là lời hay lỗ để tránh được rủi ro mất tiền khi mua hàng. “Lời” được nhìn nhận là một kết quả đạt được khi mua hàng mà mang đến cơ hội. Ví dụ, nêú chương trình chiết khấu khi mua sản phẩm thứ 2 thì có giá bằng 1 nửa có vẻ là có lợi, người mua sắm sẽ mua sản phẩm đó. Mặt khác, sự “lỗ” được xem là khi người mua có ác cảm với bất kì cái gì. Ví dụ, người mua hàng sẽ bỏ qua chiết khấu mua 3 sản phẩm thì được 1 sản phẩm tính giá bằng 1 nửa nếu họ không tin là họ có lợi từ việc mua hàng. Cụ thể hơn, khách hàng sẽ xem xét các lựa chọn bởi vì “... cảm giác mất mát lớn gấp 2,5 lần so với cảm giác có lợi với cùng 1 giá trị”.

### Mua sắm tùy hứng (Impulse Buying)
Mua sắm tùy hứng mua có kể quả từ thất bại của khách hàng để cân nhắc các lựa chọn trước khi mua một sản phẩm. Mua sắm tùy hứng là “ bất kì sự chi trả naò mà người mua hàng tạo ra mà không có kế hoạch trước...[và nó] ngâũ nhiên và ngay lập tức”. Ví dụ, nếu một khách hàng không có ý định mua một sản phẩm trước khi bước vào cửa hàng, nhưng chi trả cho một sản phẩm không có suy tính trước, đó là mua sắm tùy hứng. Các nhà sản xuất hàng hóa muốn thúc đẩy và khuyến khích sự mua sắm tùy hứng của khách hàng. Người mua hàng có thể nhanh chóng mua hang mà không cần suy nghĩ về kết quả khi một sản phẩm được xem là có giá tốt. Do đó, các công ty bán hàng “tăng thực hiện các chiến dịch thúc đẩy mà sẽ có hiệu quả trong việc kích hoạt hành vi mua sắm tuỳ hứng” để tăng doanh thu và lợi nhuận. 

### So sánh giá (Comparing Prices)
Nhiều khách hàng đọc kỹ sản phẩm và do đó có cùng một hành vi so sánh giá. Ví dụ, nếu giá của một sản phẩm là 93$ và giảm giá còn 79$, con người sẽ ngay lập tức so sánh chữ số bên trái đâù tiên (9 và 7) và nhìn nhận hai chữ số này là khác biệt. Tuy nhiên bởi vì hành vi thói quen này, “các khách hàng có thể nhận thức sự khác biệt giữa 93$ và 79$ (14$) thì lớn hơn sự khác biệt giữa 89$ và 75$ (14$)" . $). Kết quả là khách hàng thường nhầm là họ nhận được giá tốt hơn với lựa chọn giá đầu tiên dựa vào so sánh chữ số đầu tiên bên trái. Bởi vì sự hiểu nhầm phổ biến đó, nhiều công ty tận dụng chiến lược bán hàng này thường xuyên hơn là không tăng doanh số.

### Hiệu ứng số bên phải (Right Digit Effect)
Hiệu ứng số bên phải tập trung vào các con số bên phải của giá khi các con số bên trái giống nhau. Hiểu theo cách khác, giá như là 45$ và 42$ khiến khách hàng đặt nhiều chú ý vào con số bên phải (2 và 5) để quyết định giảm giá nào được chọn. Hiệu ứng này cũng “nhấn mạnh rằng khách hàng sẽ cảm nhận được chiết khấu lớn hơn cho giá mà kết thúc bởi con số bên phải nhỏ hơn là con số bên phải có giá trị lớn hơn. Ví dụ, trong sự giảm giá từ 32$ xuống 31$, khách hàng sẽ tin rằng họ nhận được khuyến mãi lớn hơn là giảm giá từ 39$ xuống còn 38$. Kết quả là, các công ty có thể sử dụng chiết khấu với con số bên phải giá nhỏ hơn để lừa dối khách hàng vào suy nghĩ họ nhận được gía thấp hơn và có lợi hơn. Tuy nhiên, khách hàng cũng bị lừa dối bởi giá mà có kết thúc bởi số 9. Hiệu ứng con số bên phải [cùng] liên quan tới xu hướng của người tiêu dùng tới việc xác định giá kết thúc bằng số 9 như là một giảm giá (hơn là thông thường) hoặc liên hệ họ tới một chiết khấu. Ví dụ, một giá thông thường là 199$ là một cái nhìn sai lầm như là một giảm giá hoặc chiết khấu bởi khách hàng. Các công ty chủ yếu thường sử dụng cách tiếp cận này bởi vì sự hiểu sai của khách hàng thường đưa đến kết quả là sự tăng doanh số và lợi nhuận.

### Hiệu ứng dàn xếp (Framing Effect)
Hiệu ứng dàn xếp là “hiện tượng xảy ra khi có một sự thay đổi trong sự ưa thích của cá nhân giữa hai hoặc nhiều lựa chọn thay thế được gây ra bởi cách các vấn đề xuất hiện”. Hiểu theo cách khách, định dạng bên trong cái gì đó được xuất hiện sẽ ảnh hưởng tới nhận định của con người. Lý thuyết này bao gồm ba loại: dàn xếp lựa chọn mạo hiểm, dàn xếp thuộc tính và dàn xếp mục đích. Dàn xếp lựa chọn mạo hiểm liên quan tới quá trình suy nghĩ lời hoặc lỗ của khách hàng mà đã đề cập từ trước. Khách hàng sẽ nắm bắt cơ hội nếu tình huống này là có lợi cho họ và tránh nắm bắt các cơ hội nếu nó không có. Dàn xếp thuộc tính liên quan tới một cụm từ khóa hoặc một tính năng giảm giá mà được nhấn mạnh để truyền cảm hứng mua sắm của người tiêu dùng. Ví dụ, cụm từ “ miễn phí” hoặc “ tốt hơn” thường được sử dụng để thu hút người mua sắm mua một sản phẩm. Dàn xếp mục đích đặt áp lực lên người mua để hành động vội vàng hoặc phải đối mặt với những hậu quả của việc nhầm lẫn trong sự giảm giá nhấ định. Kế hoạch “ chỉ trong thời gian hạn chế” là một ví dụ, cố gắng để khuyến khích khách hàng đưa ra quyết định mua nhanh chóng hoặc mua tùy hứng trước khi thời gian kết thúc.

### Các yếu tố bên ngoài (Outside Forces)
Mặc dù có nhiều khía cạnh có thể quyết định hành vi mua sắm của khách hàng, do đó có nhiều yếu tố bên ngoài có thể tác động đến quyết định mua sắm của khách hàng. Ví dụ, mặc dù giá sản phẩm đã được chiết khấu, chất lượng của sản phẩm đó có thể ngăn cản khách hàng mua sản phẩm đó. Nếu sản phẩm đó có nhiều đánh giá xấu của khách hàng hoặc “dòng đời” ngắn, người mua sắm sẽ nhìn nhận rằng việc mua nó là một sự sai lầm và tránh đầu tư vào nó. Một sản phẩm có thể bị xem là xấu bởi các kinh nghiệm và kỳ vọng của khách hàng trong quá khứ. Ví dụ, nếu kích thước của một sản phẩm là gây hiểu lầm, người mua sẽ không muốn mua nó. Một sản phẩm được quảng cáo như là có kích thước “bự”, nhưng nó chỉ cao khoảng một inch trên thực tế, sẽ làm người tiêu dùng tránh xa. Cũng như vậy, “ảnh hưởng tính cách cá nhân, như là giới tính khách hàng, quy tắc sống, và hứng” cũng có thể ảnh hưởng đến dự đinh mua sắm của người tiêu dùng. Ví dụ, một người phụ nữ sẽ thường mua mỹ phẩm nhiều hơn so với đàn ông. Thêm vào đó, “ một vài... người mua sắm có thể không sẵn sàng mua [một sản phẩm]... bởi vì giới hạn tài chính.” Không phải một sự giảm giá hoặc quà tặng thêm là có khả năng quyến người rũ người tiêu dùng nếu họ không đủ khả năng chi trả cho sản phẩm đó.

## Vấn đề chính trị (Political issues)
Chương trình khuyến mãi truyền thống được quy định nặng nề tại nhiều quốc gia công nghiệp tiên tiến với ngoại lệ đáng chú ý tại Hoa Kỳ. Ví dụ, Nước Anh trước đây vận hành dưới chế độ bảo trì giá bán lại mà các nhà sản xuất có thể bắt buộc đưa ra giá bán tối thiểu cho hầu hết các hàng hóa; Chính sách này đã được bãi bỏ vào năm 1964.
Hầu hết các nước châu Âu cũng kiểm soát các kế hoạch và chấp nhận các loại chương trình khuyến mãi, bởi vì họ xem xét tại các quốc gia như giải pháp kinh doanh không công bằng. Nước Đức khét tiếng là có luật lệ nghiêm khắc. Ví dụ nổi bật là dịch vụ rửa xe ô tô bị cấm việc rửa xe miễn phí cho khách hàng thường xuyên hoặc là một thợ làm bánh không được tặng miễn phí một chiếc túi vải cho khách hàng mua nhiều hơn 10 cuộn.